# Stichaeus grigorjewi
Stichaeus grigorjewi és una espècie de peix de la família dels estiquèids i de l'ordre dels perciformes. Fa 60 cm de llargària màxima.
És un peix marí, demersal (fins als 300 m de fondària) i de clima temperat, el qual viu al Pacífic nord-occidental als fons sorrencs i fangosos des del sud de la mar d'Okhotsk i el sud de les illes Kurils fins a la península de Corea, el mar Groc i la costa pacífica del Japó fins a Tòquio.
És inofensiu per als humans.